# Pycnomerinx
Pycnomerinx is een vliegengeslacht uit de familie van de roofvliegen (Asilidae).

## Soorten
- P. cogani Oldroyd, 1974
- P. gweta Oldroyd, 1974
- P. rhodesii (Ricardo, 1925)